# Herman Vedel
Herman Vedel (født 1. marts 1875 i København, død 1. december 1948 sammesteds) var en dansk maler, uddannet på Kunstakademiet, hvor han studerede under blandt andre Kristian Zahrtmann. Vedel er mest kendt for sine portrætter og i særdeleshed for Forhandlinger om Grundloven 1915, der indtager en prominent plads på Christiansborg.
Vedel modtog Eckersberg Medaillen i 1909 og Thorvaldsen Medaillen i 1918.

## Galleri
| - Portrætmalerier af Herman Vedel - Portræt af Frøken Schmiegelow, 1905 - Interiør med to kvinder, 1906 - Et lille hvil foran klaveret,- 1908 - Kunstnerens hustru Karen betragter et maleri, 1908 - Johannes V. Jensen, 1909 - Hjalmar Söderberg, 1910 - Johannes Steenstrup, 1925 - Jeppe Aakjær, 1929 - Carl Gammeltoft, 1921 / 1929 - Elisabeth Caroline Cathrine Dons, 1932 - Sangeren Emil Holm, 1933 - Christian Lerche (kommissarius), 1940 - Gunnar Asgeir Sadolin (en), 1941 - Christian Schmiegelow (ukendt datering) - Victor Bendix (ukendt datering) |

| - Andre værker af Herman Vedel - Parti med birketræer (ukendt datering) - Flodparti (ukendt datering) - Aftenselskab med festklædte gæster (ukendt datering) - Haveparti med vandkande ved en brønd (ukendt datering) - Opstilling med bøger, maske og citroner i en skål (ukendt datering) - Opstilling på et bord (ukendt datering) |